# Орињасијенски ретуш
Орињасијенски ретуш (фр. retoruche aurignacienne) је стилски препознатљив дубок и уздигнут ретуш, с негативима који су најчешће љуспичасти по облику и степенасто постављени (делимично прекривају једни друге). Такође, негативи ретуша могу имати и издужену форму познату као ламералну. Орињасијенски ретуш дубоко захвата површину артефаката на коме је изведен, а по правилу се и пружа дуж целе његове ивице, односно континуиран је и тоталан. Помоћу овог типа сечива вршена су ретуширања сечива, и то на једној или обе ивице.